# MTV Europe Music Awards 2016
Gli MTV Europe Music Awards 2016 (anche chiamati MTV EMAs 2016) si sono svolti il 6 novembre 2016 presso l'Ahoy Rotterdam situata nell'omonima città dei Paesi Bassi.

## Performers
| Artista                    | Canzone             |
| Main Show                  | Main Show           |
| -------------------------- | ------------------- |
| Bruno Mars                 | 24K Magic           |
| DNCE                       | Body Moves          |
| DNCE                       | Cake by the Ocean   |
| Martin Garrix e Bebe Rexha | In the Name of Love |
| Shawn Mendes               | Mercy               |
| Zara Larsson               | Lush Life           |
| Zara Larsson               | Ain't My Fault      |
| Green Day                  | Bang Bang           |
| The Weeknd                 | Starboy             |
| Kings of Leon              | Waste a Moment      |
| Bebe Rexha                 | I Got You           |
| Lukas Graham               | You're Not There    |
| Lukas Graham               | 7 Years             |
| Afrojack                   | Hey                 |
| Afrojack                   | Gone                |
| OneRepublic                | Let's Hurt Tonight  |
| Green Day                  | American Idiot      |

## Presentatori

### Prima dello spettacolo
Laura Whitmore e Sway — presentatori

### Spettacolo principale
- G-Eazy e Charli XCX hanno presentato il miglior artista Dance
- Winnie Harlow e Tinie Tempah hanno presentato il miglior artista dal vivo
- Jourdan Dunn ha presentato il miglior artista maschile
- Jaden Smith ha presentato il miglior artista rivelazione
- Deepika Padukone e Deepika Padukone hanno presentato il miglior video
- Idris Elba ha presentato il Global Icon

## Nomination

### Best Song
- Justin Bieber — Sorry
- Adele — Hello
- Lukas Graham — 7 Years
- Mike Posner — I Took a Pill in Ibiza (Seeb Remix)
- Rihanna (feat. Drake) — Work

### Best Video
- The Weeknd (feat. Daft Punk) — Starboy
- Beyoncé — Formation
- Coldplay — Up&Up
- Kanye West — Famous
- Tame Impala — The Less I Know the Better

### Best Female
- Lady Gaga
- Adele
- Beyoncé
- Rihanna
- Sia

### Best Male
- Shawn Mendes
- Calvin Harris
- Drake
- Justin Bieber
- The Weeknd

### Best New
- Zara Larsson
- Bebe Rexha
- DNCE
- Lukas Graham
- The Chainsmokers

### Best Pop
- Fifth Harmony
- Ariana Grande
- Justin Bieber
- Rihanna
- Selena Gomez
- Shawn Mendes

### Best Electronic
- Martin Garrix
- Afrojack
- Calvin Harris
- David Guetta
- Major Lazer

### Best Rock
- Coldplay
- Green Day
- Metallica
- Muse
- Red Hot Chili Peppers

### Best Alternative
- Twenty One Pilots
- Kings of Leon
- Radiohead
- Tame Impala
- The 1975

### Best Hip Hop
- Drake
- Future
- G-Eazy
- Kanye West
- Wiz Khalifa

### Best Live Act
- Twenty One Pilots
- Adele
- Beyoncé
- Coldplay
- Green Day

### Best World Stage
- Martin Garrix
- Duran Duran
- Ellie Goulding
- Jess Glynne
- OneRepublic
- Tinie Tempah
- Tomorrowland
- Wiz Khalifa

### Best Push
- DNCE
- Alessia Cara
- Anne-Marie
- Bebe Rexha
- Blossoms
- Charlie Puth
- Dua Lipa
- Elle King
- Halsey
- Jack Garratt
- Jonas Blue
- Lukas Graham

### Biggest Fans
- Justin Bieber
- Ariana Grande
- Beyoncé
- Lady Gaga
- Shawn Mendes

### Best Look
- Lady Gaga
- Bebe Rexha
- Beyoncé
- Rihanna
- Sia

### Global Icon
- Green Day

## Nomination regionali

### Europa

#### Best Uk & Ireland Act
- Little Mix
- Adele
- Coldplay
- Zayn
- Years & Years

#### Best Danish Act
- Benjamin Lasnier
- Christopher
- Gilli
- Lukas Graham
- MØ

#### Best Finnish Act
- Antti Tuisku
- Evelina
- Nikke Ankara
- Paula Vesala
- Teflon Brothers

#### Best Norwegian Act
- Alan Walker
- Astrid S
- Aurora
- Julie Bergan
- Kygo

#### Best Swedish Act
- Zara Larsson
- Galantis
- Laleh
- The Foo Conspiracy
- Tove Lo

#### Best German Act
- Max Giesinger
- Beginner
- Mark Forster
- Robin Schulz
- Topic

#### Best Dutch Act
- Broederliefde
- Douwe Bob
- Julian Jordan
- Ronnie Flex
- Sam Feldt

#### Best Belgian Act
- Emma Bale
- Laura Tesoro
- Lost Frequencies
- Tourist LeMC
- Woodie Smalls

#### Best Swiss Act
- Chlyklass
- Bastian Baker
- Bligg
- Damian Lynn
- Nickless

#### Best French Act
- Amir
- Fréro Delavega
- Jain
- Maître Gims
- Nekfeu

#### Best Italian Act
- Benji & Fede
- Alessandra Amoroso
- Emma
- Francesca Michielin
- Salmo

#### Best Spanish Act
- Enrique Bunbury
- Álvaro Soler
- Amaral
- Corizonas
- Leiva

#### Best Portuguese Act
- David Carreira
- Aurea
- Carlão
- D.A.M.A
- HMB

#### Best Polish Act
- Margaret
- Dąbrowska
- Bovska
- Cleo
- Dawid Podsiadło

#### Best Russian Act
- Therr Maitz
- Basta
- Jolka
- Leningrad
- OQJAV

#### Best Romanian Act
- Andra
- Feli
- Manuel Riva
- Smiley
- Vanotek

#### Best Adria Act
- S.A.R.S.
- Elemental
- Luce
- Siddharta
- Toni Zen

#### Best Israeli Act
- The Ultras
- E-Z
- Eliad
- Noa Kirel
- Static & Ben El

### Africa e India

#### Best African Act
- Alikiba
- Black Coffee
- Cassper Nyovest
- Wizkid
- Olamide

#### Best Indian Act
- Prateek Kuhad
- Anoushka Shankar
- Bandish Projekt
- Monica Dogra
- Uday Benegal

### Asia

#### Best Japanese Act
- One Ok Rock
- Kyary Pamyu Pamyu
- Perfume
- Radwimps
- Ringo Shiina

#### Best Korean Act
- GOT7
- GFriend
- B.A.P
- Twice
- VIXX

#### Best Southeast Asian Act
- Đông Nhi
- Bunkface
- Gentle Bones
- Raisa Andriana
- Sarah Geronimo
- Thaitanium
- Yuna

#### Best Chinese & Hong Kong Act
- G.E.M.
- Khalil Fong
- Momo Wu
- Pu Shu
- Vision Wei

### Australia e Nuova Zelanda

#### Best Australian Act
- Troye Sivan
- Flume
- Tkay Maidza
- The Veronicas
- Vance Joy

#### Best New Zealand Act
- Broods
- Kings
- Ladyhawke
- Maala
- Sachi

### Nord America

#### Best US Act
- Ariana Grande
- Beyoncé
- Charlie Puth
- Kanye West
- Twenty One Pilots

#### Best Canadian Act
- Shawn Mendes
- Alessia Cara
- Drake
- Justin Bieber
- The Weeknd